# Крофтон (Меріленд)
Крофтон (англ. Crofton) — переписна місцевість (CDP) в США, в окрузі Енн-Арундел штату Меріленд. Населення — 29 641 особа (2020).

## Географія
Крофтон розташований за координатами 39°0′52″ пн. ш. 76°40′48″ зх. д. / 39.01444° пн. ш. 76.68000° зх. д. (39.014433, -76.680014).  За даними Бюро перепису населення США в 2010 році переписна місцевість мала площу 17,13 км², уся площа — суходіл.

## Демографія
Згідно з переписом 2010 року, у переписній місцевості мешкало 27 348 осіб у 10 203 домогосподарствах у складі 7297 родин. Густота населення становила 1597 осіб/км².  Було 10525 помешкань (614/км²).
Расовий склад населення:
| - 79,8 % — білих - 10,3 % — чорних або афроамериканців - 4,9 % — азіатів - 0,2 % — корінних американців - 0,1 % — вихідців з тихоокеанських островів - 1,4 % — осіб інших рас |

До двох чи більше рас належало 3,3 %. Частка іспаномовних становила 4,7 % від усіх жителів.
За віковим діапазоном населення розподілялося таким чином: 27,4 % — особи молодші 18 років, 64,9 % — особи у віці 18—64 років, 7,7 % — особи у віці 65 років та старші. Медіана віку мешканця становила 35,3 року. На 100 осіб жіночої статі у переписній місцевості припадало 94,6 чоловіків;  на 100 жінок у віці від 18 років та старших — 92,1 чоловіків також старших 18 років.
Середній дохід на одне домашнє господарство  становив 126 195 доларів США (медіана — 112 771), а середній дохід на одну сім'ю — 143 150 доларів (медіана — 128 784). Медіана доходів становила 80 215 доларів для чоловіків та 65 858 доларів для жінок. За межею бідності перебувало 2,7 % осіб, у тому числі 2,1 % дітей у віці до 18 років та 2,7 % осіб у віці 65 років та старших.
Цивільне працевлаштоване населення становило 15 658 осіб. Основні галузі зайнятості: освіта, охорона здоров'я та соціальна допомога — 20,7 %, публічна адміністрація — 20,6 %, науковці, спеціалісти, менеджери — 18,4 %.